# Mistr Kefermarktského oltáře
Mistr Kefermarktského oltáře je označení pro významného pozdně gotického řezbáře, který působil asi v letech 1470-1510 v hornorakouském Podunají.

## Život a dílo

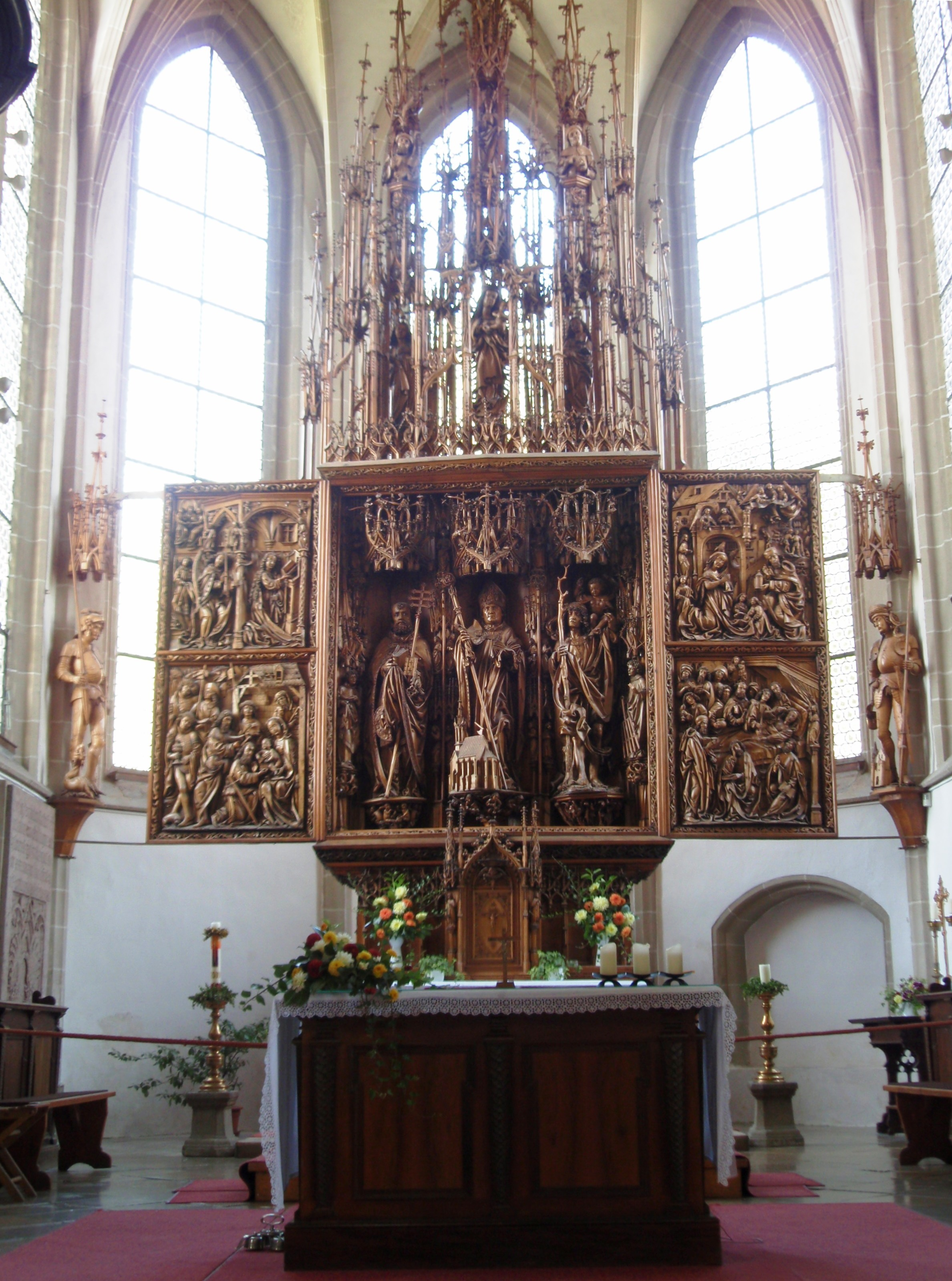
Kefermarktský oltář

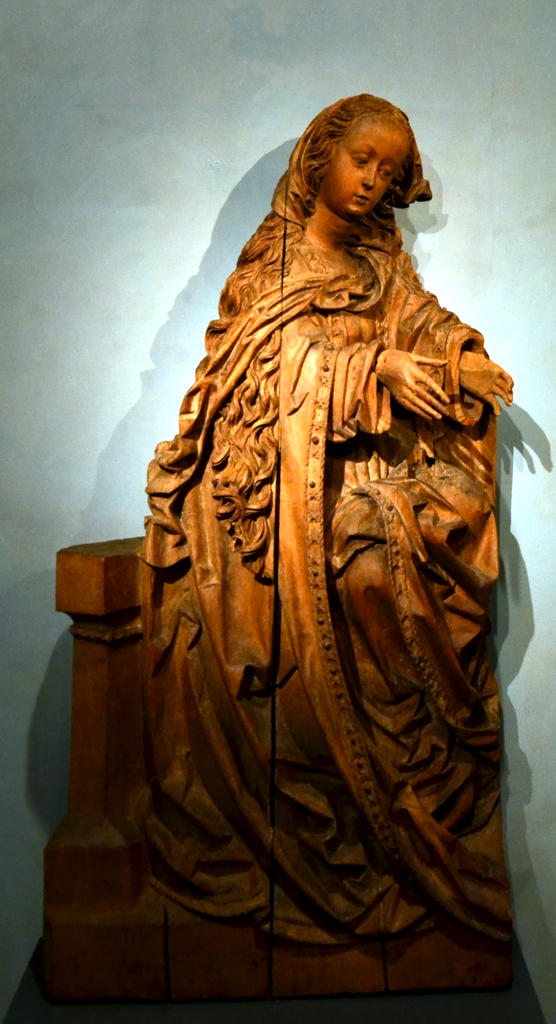
Mistr Kefermarktského oltáře, Sedící Panna Marie (chybí část sochy - malý Ježíš), Národní galerie v Praze

Mistra Kefermarktského oltáře se dosud nepodařilo ztotožnit s konkrétním jménem. Teorie, že se může jednat o sochaře Martina Kriechbauma z Passau, není obecně přijímána mezi odborníky.
Tzv. Kefermarktaský oltář daroval roku 1476 Christoph von Zelking, dvořan Fridricha III. farnímu kostelu sv. Wolfganga v obci Kefermarkt.
Křídlový vyřezávaný oltář je i s bohatě zdobeným nástavcem a predellou vysoký téměř 13 metrů a napodobuje tvarem monstranci. Ústředními figurami oltáře jsou sv. Petr, sv. Wolfgang a sv. Kryštof. Reliéfní řezby na křídlech znázorňují scény ze života Panny Marie - vlevo Zvěstování a Klanění tří králů, vpravo Narození Páně a Smrt Panny Marie. V době baroka byl oltář polychromován, ale v roce 1852 byl na popud Adalberta Stiftera nátěr odstraněn a řezby byly restaurovány.
Mistr Kefermarktského oltáře ovlivnil jihočeské řezbáře Mistra Oplakávání ze Žebráka a Mistra Oplakávání ze Zvíkova.

### Známá díla
- Křídlový oltář ve farním kostele sv. Wolfganga v Kefermarktu
- Trůnící Madona z Kajova (1502)[2]
- socha sedící Panny Marie ze sbírek Národní galerie v Praze [3]

### Díla připisovaná autorovi
- Náhrobek Fridricha III. ve Vídni
- Figura Laurentia, Paříž
- Dva apoštolové v kostele sv. Tomáše (St. Thomas am Blasenstein)
- Svatý v katedrále v Essenu
- Svatý, Kunsthistorisches Museum, Vídeň